# Voie AF/16
La voie AF/16 est une voie privée sans nom du 16e arrondissement de Paris, en France.

## Situation et accès
Cette voie privée, large de 7 mètres et longue de 42 mètres, donne uniquement sur la rue de l'Assomption (au no 71) à son début et termine en impasse. C'est une voie essentiellement résidentielle. Les commerces les plus proches se situent dans l'avenue Mozart. Elle est en double sens pour la circulation automobile.
La voie est desservie par la ligne 9 du métro de Paris à la station Ranelagh.

## Origine du nom
C'est pour le moment une voie sans nom.

## Historique
Elle est nommée provisoirement ainsi avant de recevoir un nom spécifique.